# Francisco (Indiana)
Francisco és una població dels Estats Units a l'estat d'Indiana. Segons el cens del 2000 tenia 543 habitants.

## Demografia
Segons el cens del 2000, Francisco tenia 543 habitants, 233 habitatges, i 150 famílies. La densitat de població era de 381,2 habitants/km².
Dels 233 habitatges en un 29,2% hi vivien nens de menys de 18 anys, en un 50,2% hi vivien parelles casades, en un 9,4% dones solteres, i en un 35,2% no eren unitats familiars. En el 30,9% dels habitatges hi vivien persones soles el 15% de les quals corresponia a persones de 65 anys o més que vivien soles. El nombre mitjà de persones vivint en cada habitatge era de 2,33 i el nombre mitjà de persones que vivien en cada família era de 2,9.
Per edats la població es repartia de la següent manera: un 22,3% tenia menys de 18 anys, un 9,2% entre 18 i 24, un 30,2% entre 25 i 44, un 24,3% de 45 a 60 i un 14% 65 anys o més.
L'edat mediana era de 37 anys. Per cada 100 dones de 18 o més anys hi havia 97,2 homes.
La renda mediana per habitatge era de 28.750$ i la renda mediana per família de 39.250$. Els homes tenien una renda mediana de 32.500$ mentre que les dones 18.125$. La renda per capita de la població era de 15.499$. Entorn del 10,6% de les famílies i el 9,5% de la població estaven per davall del llindar de pobresa.

## Poblacions més properes
El següent diagrama mostra les poblacions més properes.